# Nuncia obesa
Nuncia obesa is een hooiwagen uit de familie Triaenonychidae.